# Луций Салвий Отон
Вижте пояснителната страница за други личности с името Луций Салвий Отон.
Луций Салвий Отон (на латински: Lucius Salvius Otho) e политик и сенатор на ранната Римска империя.

## Биография
Той е син на претора Марк Салвий Отон и баща на бъдещия император Отон. Фамилията му произлиза от южноетруския Ферентиум. Баща му първо е конник и пръв от фамилията е приет в сената. През 8 г. Ливия му помага да стане монетен чиновник и след това претор.
През 33 г. Луций Салвий Отон става суфектконсул заедно с Гай Октавий Ленат. При Калигула и Клавдий той е управител на провинциите Африка и Далмация. Луций Салвий е в жреческата колегия арвалски братя и е приет от Клавдий в патрициианското съсловие.

## Фамилия
Женен е за Албия Теренция, произлизаща от конническа фамилия. Има двама сина и една дъщеря:
- Луций Салвий Отон Тициан (консул 52 г.)
- Марк Салвий Отон, по-късният император Отон
- Салвия, сгодена като малка за Друз Цезар, вторият син на Германик и Агрипина Старша